# Abono (rivière)
Pour les articles homonymes, voir Abono.
L’Abono est une rivière située dans le woreda de Seka Chekorsa à l’ouest de l’Éthiopie.